# Rue de Louvois
La rue de Louvois est une rue du 2e arrondissement de Paris, en France.

## Situation et accès
La rue jouxte le square Louvois au nord. Elle débouche à l'est sur le site Richelieu de la Bibliothèque nationale de France.

## Origine du nom
La rue de Louvois tient son nom de François Michel Le Tellier de Louvois (1641-1691) qui possédait à cet endroit son hôtel particulier (détruit à partir de 1784).

## Historique
Par lettres-patentes expédiées le 30 avril 1784, Louis-Sophie Le Tellier obtient l'autorisation d'ouvrir une rue sur l'emplacement de son hôtel, situé entre la rue de Richelieu, où se trouvait l'entrée, et la rue Sainte-Anne. Il est prévu d'ouvrir à la place de l'hôtel de Louvois, aux frais du marquis de Louvois, une voie nouvelle de 30 pieds de largeur entre la rue de Richelieu à la rue Sainte-Anne. Cette rue, qui prend le nom de « rue de Louvois », doit être bordée de trottoirs « de 4 pieds et la hauteur de 10 à 12 pouces au moins, avec une bordure de pierres, propre à soutenir le trottoir, lequel sera en outre couvert d'un pavé uni et défendu dans toute sa longueur de petites bornes qui seront posées à une certaine distance les unes des autres ». La rue, d'une largeur de 9,60 m, est ouverte en novembre 1784. 
Elle est, après la rue de l'Odéon, la deuxième voie de Paris à être dotée de trottoirs.

## Bâtiments remarquables et lieux de mémoire
- No 6 : théâtre Louvois, construit en 1791 par Alexandre-Théodore Brongniart[1] et démoli en 1899

## Pour approfondir